# Jean-Baptiste Faribault
Pour les articles homonymes, voir Faribault.
Jean-Baptiste Faribault (19 octobre 1775 - 20 août 1860) est un trappeur qui commerçait avec les Amérindiens au début de la colonisation du Minnesota.

## Biographie
Son père, Barthélemy Faribault, un avocat de Paris, s'établit au Canada vers le milieu du XVIIIe siècle comme secrétaire militaire de l'armée royale française au Canada. Après l'occupation du pays par les Anglais, il se retira de la vie publique à Berthier et pratiqua le droit comme notaire. 
Faribault est né à Berthier, dans le Bas-Canada, et reçut une bonne éducation. Après plusieurs années dans le domaine commercial à Québec, il entra dans le domaine de la fourrure, à l'emploi de Parker, Gerrard, and Ogilvy. En mai 1798, il partit avec d'autres pour l'île de Michilimackinac ou Mackinac, un des dépôts de la compagnie.  Pendant dix ans, il traita avec les Amérindiens, les Pottowatomic et les Kankakee, aussi avec les Dakota ou les Sioux, les Amérindiens de Redwood, sur la rivière Des Moines, et à Little Rapids, sur la rivière du Minnesota tout près de Carver (Minnesota), pour la Compagnie du Nord-Ouest. 

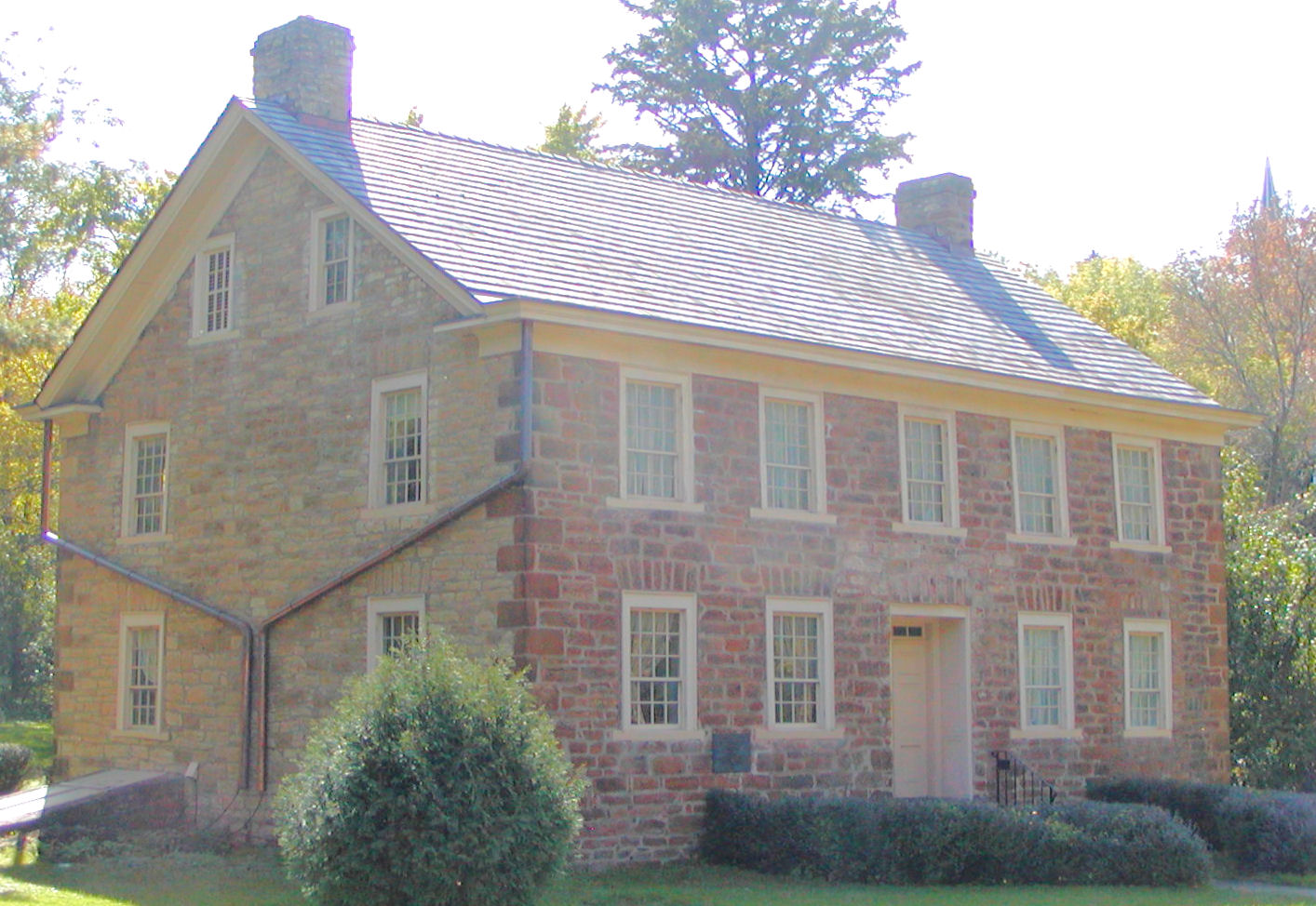
Vue de sa maison à Mendota (Minnesota)

Durant son séjour à Little Rapids, en 1805, il se maria avec Elizabeth Pélagie Ainse, métisse Dakota de Joseph-Louis Ainse, surintendant anglais à Mackinac. En 1809, il s'établit dans le village de Prairie du Chien au Wisconsin, et commença à traiter avec les Amérindiens de Winnebago, Fox, et Sioux. En plus, il fit un échange de plomb avec Julien Dubuque, au point où se trouve aujourd'hui la ville de Dubuque. 

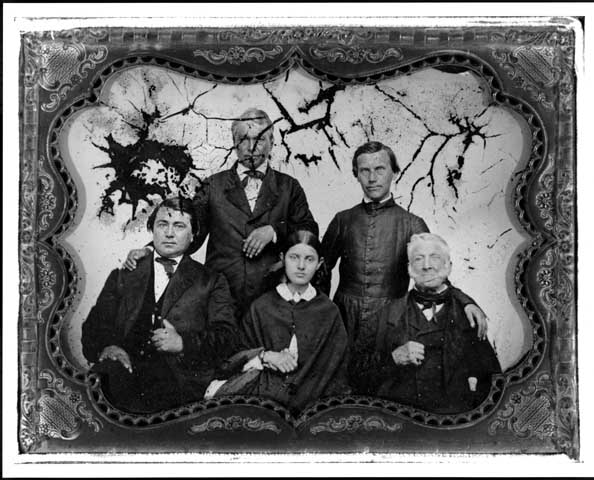
Ambrotype (c. 1850) Photo de mariage de Georges et Euphrasine Faribault. De gauche à droite, haut: Alexandre Faribault, le père Augustin Ravoux. De gauche à droite, bas: Georges Faribault, Euphrosine Faribault, née Saint-Antoine, Jean-Baptiste Faribault.

Durant la Guerre de 1812, Faribault refuse la conscription dans l'armée britannique. Il est donc emprisonné et perd tous ses biens dans le processus. Après la conclusion de la guerre en 1815, il est devenu citoyen américain, et recommence son commerce à Prairie du Chien. En 1819, il déménage à Pike Island sur la rivière Mississippi, et en 1826 à St. Peter (Mendota (Minnesota)), en face du fort militaire de Fort Snelling. Il y demeure pendant plusieurs années où il passe du temps avec ses enfants à Faribault. Un comté est nommé en son honneur au Minnesota, et une ville est nommée en mémoire de son fils ainé. 
Faribault était toujours bienveillant et généreux envers les Amérindiens, et chercha à les réhausser en leur enseignant des choses utiles dans la vie de tous les jours. Il leur enseigna aussi la religion, car il était très attaché à la religion catholique. C'est ainsi qu'il offrit une chapelle au père Lucien Galtier, la première résidence missionnaire au Minnesota en 1840 et une autre au père Ravoux à Chaska. Il est mort à Faribault, au Minnesota, le 20 août 1860. Le comté de Faribault au Minnesota est nommé en son honneur.